# Veitongo FC
Veitongo FC – tongański klub piłkarski grający w Tonga Major League. Klub ten jest dziewięciokrotnym mistrzem ligi i zdobywcą pucharu Tongi.

## Tytuły
| \| \| Zdobyte trofea w rozgrywkach Tonga (stan na: 21.11.2023) \| |                                                          |      |                                                         |
| Rozgrywki                                                         | Osiągnięcie                                              | Razy | Sezon(y)                                                |
| Mistrzostwo                                                       | I miejsce                                                | 9    | 1971/72, 1978, 2015, 2016, 2017, 2019, 2021, 2022, 2023 |
| Mistrzostwo                                                       | II miejsce                                               | 1    | 2018                                                    |
| Mistrzostwo                                                       | III miejsce                                              |      |                                                         |
| Puchar                                                            | zdobywca                                                 | 1    | 1984                                                    |
| Puchar                                                            | finalista                                                |      |                                                         |
| Tonga                                                             | Zdobyte trofea w rozgrywkach Tonga (stan na: 21.11.2023) |      |                                                         |

## Personel
- Trener: Mark Uhatahi

Stan na 10 lipca 2025